# 白樹路
白樹路（Baishu Rd.），為高雄市橋頭區的東西向道路，東起銜接新興路，西止銜接芋寮路南段，是往來橋頭區及梓官區的主要道路之一。

## 行經行政區域
- 橋頭區

## 沿線設施
（由東至西）
- 高雄市政府環境保護局橋頭區清潔隊
- 必勝客高雄橋頭店
- 7-ELEVEN仕隆門市
- 台糖加油站白埔站

## 公共自行車
- 高雄市公共自行車租賃系統：
  - 五林國小：五林路/白樹路口(西北側)

## 相關連結
- 高雄市主要道路列表